# Alexandre Mokrovolsky
 (mai 2025).
La mise en forme du texte ne suit pas les recommandations de Wikipédia : il faut le « wikifier ».
Les points d'amélioration suivants sont les cas les plus fréquents. Le détail des points à revoir est peut-être précisé sur la page de discussion.
- Les titres sont pré-formatés par le logiciel. Ils ne sont ni en capitales, ni en gras.
- Le texte ne doit pas être écrit en capitales (les noms de famille non plus), ni en gras, ni en italique, ni en « petit »…
- Le gras n'est utilisé que pour surligner le titre de l'article dans l'introduction, une seule fois.
- L'italique est rarement utilisé : mots en langue étrangère, titres d'œuvres, noms de bateaux, etc.
- Les citations ne sont pas en italique mais en corps de texte normal. Elles sont entourées par des guillemets français : « et ».
- Les listes à puces sont à éviter, des paragraphes rédigés étant largement préférés. Les tableaux sont à réserver à la présentation de données structurées (résultats, etc.).
- Les appels de note de bas de page (petits chiffres en exposant, introduits par l'outil «  Source ») sont à placer entre la fin de phrase et le point final[comme ça].
- Les liens internes (vers d'autres articles de Wikipédia) sont à choisir avec parcimonie. Créez des liens vers des articles approfondissant le sujet. Les termes génériques sans rapport avec le sujet sont à éviter, ainsi que les répétitions de liens vers un même terme.
- Les liens externes sont à placer uniquement dans une section « Liens externes », à la fin de l'article. Ces liens sont à choisir avec parcimonie suivant les règles définies. Si un lien sert de source à l'article, son insertion dans le texte est à faire par les notes de bas de page.
- La présentation des références doit suivre les conventions bibliographiques. Il est recommandé d'utiliser les modèles {{Ouvrage}}, {{Chapitre}}, {{Article}}, {{Lien web}} et/ou {{Bibliographie}}. Le mode d'édition visuel peut mettre en forme automatiquement les références.
- Insérer une infobox (cadre d'informations à droite) n'est pas obligatoire pour parachever la mise en page.

Pour une aide détaillée, merci de consulter Aide:Wikification.
Si vous pensez que ces points ont été résolus, vous pouvez retirer ce bandeau et améliorer la mise en forme d'un autre article.
 (mai 2025).
 (mai 2025).
Oleksandr Mykolayovych Mokrovolsky (en ukrainien : Олекса́ндр Микола́йович Мокрово́льський ; 2 janvier 1946 – 22 décembre 2023) est un journaliste, traducteur prolifique et écrivain ukrainien. Il était membre de l'Union nationale des écrivains d'Ukraine (НСПУ, NSPU) en 1981. Poète reconnu, il a aussi traduit des poésies et de la prose de plusieurs langues européennes vers l'ukrainien.

## Jeunesse
Alexandre Mokrovolsky est né au village de Chernyshi le 2 janvier 1946. De 1964 à 1968, il a fait ses études à la Faculté d'Anglais de l'Institut Pédagogique Cherkasy (aujourd'hui Institut National Cherkasy).

## Carrière
De juin 1968 à mars 1971, Mokrovolsky travaille comme ingénieur-traducteur à l'usine chimique Cherkasy. Il rejoint ensuite les maisons d'édition de Kiev Veselka et Dnipro, où il est éditeur puis éditeur senior de septembre 1971 à juin 1982. Il reste un acteur du monde de l'édition jusqu'en 1984.
Bien que reconnu comme l'un des derniers représentants de l'école classique de traduction ukrainienne - menée par Dmytro Pavlychko et prenant racine dans le journal Vsesvit de littérature étrangère dans les années 1970s- Mokrovolsky ne fut jamais employé à Vesvit en raison de l'opposition du KGB soviétique ukrainien qui se méfiait de lui.
Pendant 8 ans à partir de décembre 1984, il effectue un travail créatif. Au début 1993, il devient éditeur du département des périodiques d'Europe de l'Ouest pour le journal Ukraina Yevropa Svit.

## Œuvre littéraire
Il est l'auteur de la nouvelle Kolo idei (2016) et du sonnet Proty impeReFii (2023) ainsi que de plusieurs recueils de poésie dont Hlybokyi let (1983), Yavir i Palma (1986) et Etnos soten yasnot (2012), ce dernier ouvrage étant publié sous le pseudonyme de Kor Abel. Son style se distingue par son ton calme et le recours au pouvoir onirique des mots.
Mokrovolski traduit des ouvrages littéraires nombreux et variés de l'anglais vers l'ukrainien. On peut citer des poèmes de John Ciardi, de William Roscoe, de Percy Bysshe Shelley et de W.B. Yeats, etc.
Il traduit aussi des œuvres de Charles Dickens (Christmas stories, A Christmas tree), de Christina Rossetti (Sing-Song) et de Seamus Heaney, ainsi que Les contes de ma mère l'Oye de Charles Perrault.. 
Il traduit des oeuvres de J.R.R. Tolkien comme le Seigneur des Anneaux mais aussi des comptines  (recueil intitulé Charlie-Warlie) et de la littérature enfantines (Charlotte's web, Stuart Little, The Trumpet of the Swan, The sisters Grimm), ainsi que des ouvrages de Joan Samson,  de Wilkie Collins, de James Joyce, Richard Adams and Eoin Colfer.  
Mokrovolsky traduit de l'espagnol des œuvres comme des nouvelles de D. Alonso ("A la recherche de la mouette noire") ou d'Alfonso Grosso.  
Il traduit aussi de l'allemand des œuvres de Jurij Brězan  G. Fuchs, Bertolt Brecht et C. Nöstinger.  
A son actif, on compte aussi la traduction de nombreux ouvrages de référence comme la Constitution des Etats-Unis ou Vérité et méthode de Hans-Georg Gadamer, L'essence et la valeur de la démocratie de Hans Kelsen, la Théorie de la justice de John Rawls et L'Irelande légendaire de Eithne Massey.  
Mokrovolsky déchiffre et traduit la chronique historique ukrainienne Shchek – Kyi ainsi que de nombreux ouvrages d'écrivains célèbres tels que William Shakespeare, Byron, George Bernard Shaw, Lewis Carroll, Edgar Allan Poe, Robert Louis Stevenson, Jean Wright, D. H. Lawrence, Goethe, Victor Hugo, Pierre-Jean de Béranger, Philippe Jaccottet, Tristan Tzara, Léopold Sédar Senghor, Torquato Tasso, Salvatore Quasimodo, Justinas Marcinkevičius, Eduardas Mieželaitis et Algimantas Baltakis.     
Il contribue à plusieurs manuels d'anthologie de poésie destinés au public scolaire, dont Spivets (1972), Svitanok (1978), Peredchuttia (1979), Poklyk (1984), et Zahrava (1989), ainsi qu'à la collection de poésie allemande Green Harz (1985).      
Au cours de ses dix dernières années, il donne un cours de traduction de niveau professionnel aux étudiants de l'Université Nationale de Kiev-Mohyla.      
A l'occasion du 130ème anniversaire (en français : 130e anniversaire) de la naissance de Tolkien, en 2022, Mokrovolskyi -qui a été le premier à traduire le livre "The Hobbit" en ukrainien- participe à la conférence intitulée "John Tolkien en Ukrainien" organisée conjointement par la maison d'édition l'Astrolabe et le Musée de la Littérature.      

## Œuvre graphique
En novembre 2020, Mokrovolsky expose ses œuvres graphiques au Musée Local d'Histoire d'Irpin, des photographies prises dans des cafés, se situant dans la mouvance du "Coffee art".             

## Décès
La nouvelle du décès de Mokrovolsky fut annoncée par son collègue Oleksandr Bojko, secrétaire de la NSPU, selon lequel, le corps de Mokrovolsky a été retrouvé sans vie dans sa chambre de la Maison de la Créativité des Ecrivains (en français : Écrivains), à Irpin, près de Kiev, où il vivait seul les dernières années de sa vie, notamment durant l'occupation russe.

## Vie personnelle
Mokrovolsky vit et travaille dans la région de Kiev. A partir de 2016, il réside par convenance personnelle à la Maison de la Créativité des Ecrivains (en français : Écrivains), à Irpin. Il y observe d'un oeil (en français : œil) critique les conditions de vie matérielles et politiques des écrivains comparées à celles des dignitaires du régime.